# Eleccions al Parlament d'Andalusia
Les eleccions al Parlament d'Andalusia són la fórmula democràtica mitjançant la qual els ciutadans d'Andalusia escullen als seus 109 representants polítics en la cambra autonòmica.

## Les eleccions
Després de l'aprovació de l'Estatut d'Autonomia d'Andalusia mitjançant la Llei Orgànica 6/1981 de 30 de desembre de 1981, les primeres eleccions al seu Parlament autònom es van convocar per al 23 de maig de 1982. Posteriorment s'han celebrat eleccions en 1986, 1990, 1994, 1996, 2000 i 2004. En els set processos electorals celebrats fins avui les candidatures que han obtingut representació parlamentària han estat: 
- Partit Socialista Obrer Espanyol d'Andalusia
- Partit Popular
- Partit Andalusista
- Izquierda Unida Los Verdes – Convocatòria per Andalusia
- Izquierda Unida – Convocatòria per Andalusia
- Partit Comunista d'Andalusia – Partit Comunista d'Espanya
- Unió de Centre Democràtic
- Coalició Popular d'Andalusia
- Aliança Popular
- Coalició Andalucista – Poder Andalús
- Partit Socialista d'Andalusia – Partit Andalús

## Historial de les eleccions
| Eleccions al Parlament d'Andalusia |              |                  |                                              |                       |        |    |                                                 |
| Any                                | Participació | Partit més votat | Vots                                         | Partit amb més escons | Escons | %  | President elegit                                |
| I Legislatura                      | 1982         | 66,31%           | Partit Socialista Obrer Espanyol d'Andalusia | 1.496.522             | 52,10% | 66 | Rafael Escuredo / José Rodríguez de la Borbolla |
| II Legislatura                     | 1986         | 70,55%           | Partit Socialista Obrer Espanyol d'Andalusia | 1.581.354             | 46,53% | 60 | José Rodríguez de la Borbolla                   |
| III Legislatura                    | 1990         | 54,72%           | Partit Socialista Obrer Espanyol d'Andalusia | 1.368.529             | 49,61% | 62 | Manuel Chaves (PSOE-A)                          |
| IV Legislatura                     | 1994         | 67,28%           | Partit Socialista Obrer Espanyol d'Andalusia | 1.395.132             | 38,71% | 45 | Manuel Chaves (PSOE-A)                          |
| V Legislatura                      | 1996         | 77,94%           | Partit Socialista Obrer Espanyol d'Andalusia | 1.903.160             | 44,40% | 52 | Manuel Chaves (PSOE-A)                          |
| VI Legislatura                     | 2000         | 68,71%           | Partit Socialista Obrer Espanyol d'Andalusia | 1.790.653             | 44,18% | 52 | Manuel Chaves (PSOE-A)                          |
| VII Legislatura                    | 2004         | 75,85%           | Partit Socialista Obrer Espanyol d'Andalusia | 2.260.545             | 50,36% | 61 | Manuel Chaves (PSOE-A)                          |
| VIII Legislatura                   | 2008         | 72,67%           | Partit Socialista Obrer Espanyol d'Andalusia | 2.148.328             | 48,41% | 56 | Manuel Chaves / José Antonio Griñán             |
| IX Legislatura                     | 2012         | 60,78%           | Partit Popular Andalús                       | 1.570.833             | 40,66% | 50 | José Antonio Griñán / Susana Díaz (PSOE-A)      |
| X Legislatura                      | 2015         | 63,94%           | Partit Socialista Obrer Espanyol d'Andalusia | 1.411.278             | 35,41% | 47 | Susana Díaz                                     |
| XI Legislatura                     | 2018         | 56,56%           | Partit Socialista Obrer Espanyol d'Andalusia | 1.010.889             | 27,94% | 33 | Juan Manuel Moreno (PP-A)                       |
| XII Legislatura                    | 2022         | 56,13%           | Partit Popular Andalús                       | 1.589.272             | 43,11% | 58 | Juan Manuel Moreno (PP-A)                       |